# Juan Antonio San Epifanio
San Juan Antonio Ruiz Epifanio (Saragoça, 12 de junho de 1959) é um ex-jogador de basquete espanhol que atuava como ala-armador-ala. Considerado o melhor jogador da Europa na década de 80. Popularmente conhecido como Epi, desenvolveu sua carreira profissional no FC Barcelona, onde ele jogou por dezenove anos, sempre como a camisa de número 15. Mede 1,98 metros de altura.